# گری تاوبس
گری تاوبس (انگلیسی: Gary Taubes; ۳۰ آوریل ۱۹۵۶ –) روزنامه‌نگار و نویسنده اهل ایالات متحده آمریکا بود. او طرفدار رژیم غذایی کم کربوهیدرات / پرچرب است. ادعای اصلی او این است که کربوهیدرات به ویژه شکر و شربت ذرت با فروکتوز بالا، ترشح انسولین را بیش از حد تحریک می‌کنند و باعث می‌شوند بدن چربی را در سلول‌های چربی و کبد ذخیره کند. و اینکه در درجه اول میزان بالای مصرف کربوهیدرات در رژیم غذایی است که علت چاقی و سایر شرایط سندرم متابولیک است.